# 秋間登
秋間 登（あきま のぼる、1949年11月21日 - ）は、日本の俳優、声優。埼玉県出身。身長178cm。1976年から2016年まで劇団昴に在籍していた。ロットスタッフ所属。

## 出演

### テレビドラマ
- 土曜ドラマ / 松本清張シリーズ・たずね人（1977年） - 人材銀行員
- 時代劇スペシャル
  - 怪盗夢吉忍び控（1982年）- 同心
  - 母恋ひの記～谷崎潤一郎「少将滋幹の母」より～（2008年） - 時平の使者
- 太陽にほえろ!
  - 第548話「金曜日に会いましょう」（1983年） - 上谷清
  - 第604話「戦場のブルース」（1984年） - 岩田治彦
  - 第644話「七曲署全員出動・狙われたコンピューター」（1985年） - 寺西正男
  - 第664話「マイコンがトシさんを撃った!」（1985年） - 竹内実
  - 太陽にほえろ!PART2
    - 第4話「俺は殺された」（1986年） - 伊東勇三
    - 第11話「神戸・愛の暴走」（1987年） - 城西署刑事
- 大河ドラマ
  - 山河燃ゆ（1984年） - 林
  - 春の波涛（1985年）
  - 春日局（1989年） - 池田輝政
  - 秀吉（1996年） - 松永久秀
  - 徳川慶喜（1998年） - 佐久間象山
  - 義経（2005年） - 関戸弥平
  - 軍師官兵衛（2014年） - ロレンソ
- 土曜ワイド劇場
  - 整形花嫁の復讐（1985年）
  - 妖しい稲妻の美女（1990年）
  - 殺意の岐路」（1990年）
  - 松江・宍道湖殺人事件 夕陽に秘めた偽りの情事（1990年）
  - 京都二年坂殺人事件（1990年）
  - ひとり魔殺人事件（1991年）
  - 高橋英樹の船長シリーズ 第4作「函館のおんな殺人行」（1991年） - 野木平八
  - 西村京太郎トラベルミステリー 第25作「東北新幹線やまびこ5号の殺意」（1994年） - 小林幸男
  - 人狩り（1995年）
  - 殺人迷宮課の名警部（1998年）
  - 殺意のお茶会（2000年）
  - 温泉若おかみの殺人推理
    - 第9作（2000年） - 木藤久志
    - 第14作（2004年） - 滝川修次

  - 古都金沢、花の殺意（2001年）
  - 捜査回避（2002年）
  - 不倫の旅連続殺人（2003年）
  - 検事・朝日奈耀子 第6作（2008年） - 田宮信三
- 禁じられたマリコ 第6話「私はあなたを許さない」（1985年）
- 誇りの報酬 第3話「賭けをするなら命がけ」(1985年) - 山中
- 影の軍団IV 第7話「危険な男の恋文」(1985年)
- 女ふたり捜査官 第11話「はめられた刑事」（1986年）
- このこ誰の子? 第19話「神に背いた結婚式」（1987年）
- NHK連続テレビ小説
  - チョッちゃん（1987年）- 川島栄
  - すずらん 第141話 - 第143話（1999年）
- アリエスの乙女たち 第9話「愛なき妊娠」（1987年）
- 三匹が斬る! 第16話「二人妻、討つか討たぬか蒸発侍」(1988年)
- はぐれ刑事純情派
  - 第1シリーズ 第13話「女の中の悪魔」（1988年）
  - 第9シリーズ 第7話「放火致死!? 特殊関係人の女」（1996年）
- ハートブレイクなんてへっちゃら（1988年）
- ドラマスペシャル / うさぎの休日（1988年）
- 土曜ドラマスペシャル / 逃げてにげて…（1988年）
- 火曜スーパーワイド / なんでも屋繁盛記（1989年）
- ハロー!グッバイ 第6話「刑事に明日はない」（1989年）
- 火曜サスペンス劇場
  - 小京都ミステリー
    - 第2作「飛騨高山連続殺人事件」（1990年）
    - 第4作「京都山口殺人旅行」（1991年）
    - 第19作「奥信濃殺人事件」（1997年） - 吉岡哲也
    - 第27作「奥州三代嫁姑殺人事件」（2000年） - 花巻クレジットビューロ社長

  - 疑惑法廷 弁護士水城邦子（1991年）
  - 朝もやの中に街が消える（1991年）
  - 危険な乗客（1992年）
  - 新・女検事 霞夕子
    - 第1作「ペルソナ・ノン・グラータ」（1994年）
    - 第7作「俯く女」（1996年）

  - 尽くす女（1996年）
  - 淫らなやつら（1999年）
  - 身辺警護
    - 第4作（1999年） - 山岡
    - 第10作（2002年） - 坂東敏夫

  - 鏡の微笑（2000年）
- さすらい刑事旅情編III 第8話「花嫁の父・狙われた婚約者」（1990年）
- 金曜ドラマシアター / 昭和16年の敗戦（1991年）
- 代表取締役刑事 第18話「喝采」（1991年）
- 徳川無頼帳 第17話「十兵衛が泣いた! 昼顔の女」（1992年）
- 名奉行 遠山の金さん 第5シリーズ 第31話「帰ってきた暴れん坊」（1993年） - 真岡十郎
- 松本清張ドラマスペシャル / 眼の気流（1994年）
- 暴れん坊将軍VI 第49話「人斬り子守唄」（1995年） - 出島屋総右衛門
- 月曜ドラマスペシャル / 松本清張特別企画・聞かなかった場所（1997年）
- 木曜劇場 / 甘い結婚（1998年）
- 金曜エンタテインメント / 愛と感動の実話 さよなら盲導犬ベルナ（1998年）
- 金曜時代劇
  - からくり事件帖 -警視庁草紙より- 第1話（2001年）
  - 五瓣の椿（2001年） - 宮部揺庵
- 月曜ミステリー劇場 / 弁護士猪狩文助 第2作「罪を逃れて笑う奴」（2002年） - 望月刑事課長
- 土曜サスペンス / 挑戦する女・弁護士 七尾響子（2006年）
- 次郎長背負い富士 第3話、第5話（2006年） - 太左衛門
- 土曜ドラマ / 新マチベン・オトナの出番（2007年）
- 素浪人 月影兵庫 第4話「赤ん坊が泣いていた素浪人、父になる!!」（2007年） - 不知火鬼七
- 木曜時代劇 / 陽炎の辻～居眠り磐音 江戸双紙～ 第5話「戦いの序章」（2007年） - 津田石見守定鉦
- 月曜ゴールデン / 捜し屋★諸星光介が走る! 第4作（2008年）
- 警視庁いきもの係 第7話（2017年） ‐ 川田道明
- Cの悲劇

### ネット配信
- マジすか学園5 第7話、第8話（2015年、Hulu） - 医者

### 映画
- ミンボーの女（1992年） - 外科医
- 大病人（1993年） - 医師
- ひめゆりの塔（1995年）
- 誘拐（1997年）
- スパイ・ゾルゲ（2003年） - 刑務所看守
- ミッドナイト・イーグル（2007年・松竹）

### 舞台
- コリオレイナス
- 怒りの葡萄
- 夏の夜の夢
- じゃじゃ馬ならし
- 寺院の殺人
- リチャード三世

### 特撮
- 仮面ライダーBLACK 第38話「謎!? EP党少年隊」（1988年） - 直人の父親
- メタルヒーローシリーズ
  - 特警ウインスペクター 第5話「襲う! 巨大怪鳥」（1990年） - 権藤博士
  - 特捜エクシードラフト 第15話「前略金銀息子さま」（1992年） - 稲垣正三
  - 特捜ロボ ジャンパーソン 第30話「爆裂!! 最期の魂」（1993年） - カーマン
- 忍者戦隊カクレンジャー 第12話「出たァ!! 新獣将」 - 第31話「見たか!! 新将軍」（1994年） - ユガミ博士

### テレビアニメ
- アークザラッド（ハンターB）
- 烈火の炎（瑪瑙の父）

### 吹き替え
- ウェイクアップ!ネッド
- クイック&デッド※ビデオ版
- サンフランシスコ大地震（ボート屋）
- セブン※テレビ朝日版
- セルラー（ディミトリ）
- 沈黙のジェラシー
- デモリションマン※ビデオ版
- ノー・トゥモロー
- ハイド・アンド・シーク 暗闇のかくれんぼ（スティーブン（ロバート・ジョン・バーク））※ビデオ版
- 犯罪捜査官ネイビーファイル（エンジニア2）
- ブラックジャック※テレビ朝日版

### ドラマCD
- ジハード（リチャード）

### CM
- ミニロト
- 日産・サニー
- 日本板硝子